# Філіп Буонакорсі Калімах
Філіп Буонакорсі Калімах, лат. Philippus Callimachus Experiens, пол. Filip Buonaccorsi Kallimach; ім'я при народженні — Філіппо Буонакорсі (2 травня 1437, Сан-Джиміньяно, Італія — 1 листопада 1496, Краків, Польща) — італійський гуманіст, поет і прозаїк, що писав латинською мовою, секретар польського короля Казимира IV Ягеллончика, радник Яна I Ольбрахта. Автор життєпису львівського архієпископа Григорія Сяноцького (Ґжеґож із Сянока). Зачинатель ренесансного гуманістичного руху на західноукраїнських землях.

## Біографія
Філіппо Буонакорсі народився у тосканському місті Сан-Джиміньяно. Перші роки його діяльності пов'язані з Венецією. У 1462 році переїхав до Рима, де обіймав посаду секретаря кардинала Бартоломео Роверелли. У Римі входив до складу т. зв. Римської академії (Accademia Romana), очолюваної гуманістом Юлієм Помпонієм Летом. У цей період активно вивчав твори античних істориків, а також взяв собі прізвище Калімах, на честь давньогрецького поета, бібліотекаря і граматика елліністичного періоду Калімаха з Кирени.
На початку 1468 року змушений був покинути Рим у зв'язку з імовірною причетністю до заколоту проти папи Павла II (разом з гуманістами Бартоломео Платіна і Помпонієм Летом). Спочатку знайшов прихисток у Константинополі. У 1470 році переїхав до Кракова, тодішньої столиці Польського Королівства, де мешкав його дядько по матері Айнольф Тедальді.
Навесні 1470 року Буонакорсі Калімах з'явився при дворі львівського архієпископа Григорія Сяноцького в Дунаєві (тепер — Львівська область, Україна), де переховувався до смерті папи Павла II влітку 1471 року.
У Дунаєві став учасником першого на західноукраїнських землях гуманістичного гуртка під покровительством архієпископа Григорія, до якого, серед інших, також входив венецієць Марино Кондульмеро. На Буонакорсі оголошують полювання агенти римської курії, які домагаються видачі вченого перебіжчика папі, проте архієпископ Григорій та король Казимир IV Ягеллончик взяли його під особисту опіку.
Згодом Філіп Буонакорсі став учителем латини для королівських дітей, а також брав участь у дипломатичних місіях: зокрема, до Константинополя (1476), Венеції (1486), до пап Сикста IV та Іннокентія VIII. У 1474 році він був призначений секретарем короля. Визначав основи політики Польщі стосовно східних держав за часів Казимира IV Ягеллончика та його сина Яна I Ольбрахта. Був прихильником незалежності польських королів від влади папського престолу, а також впливів місцевої аристократії.

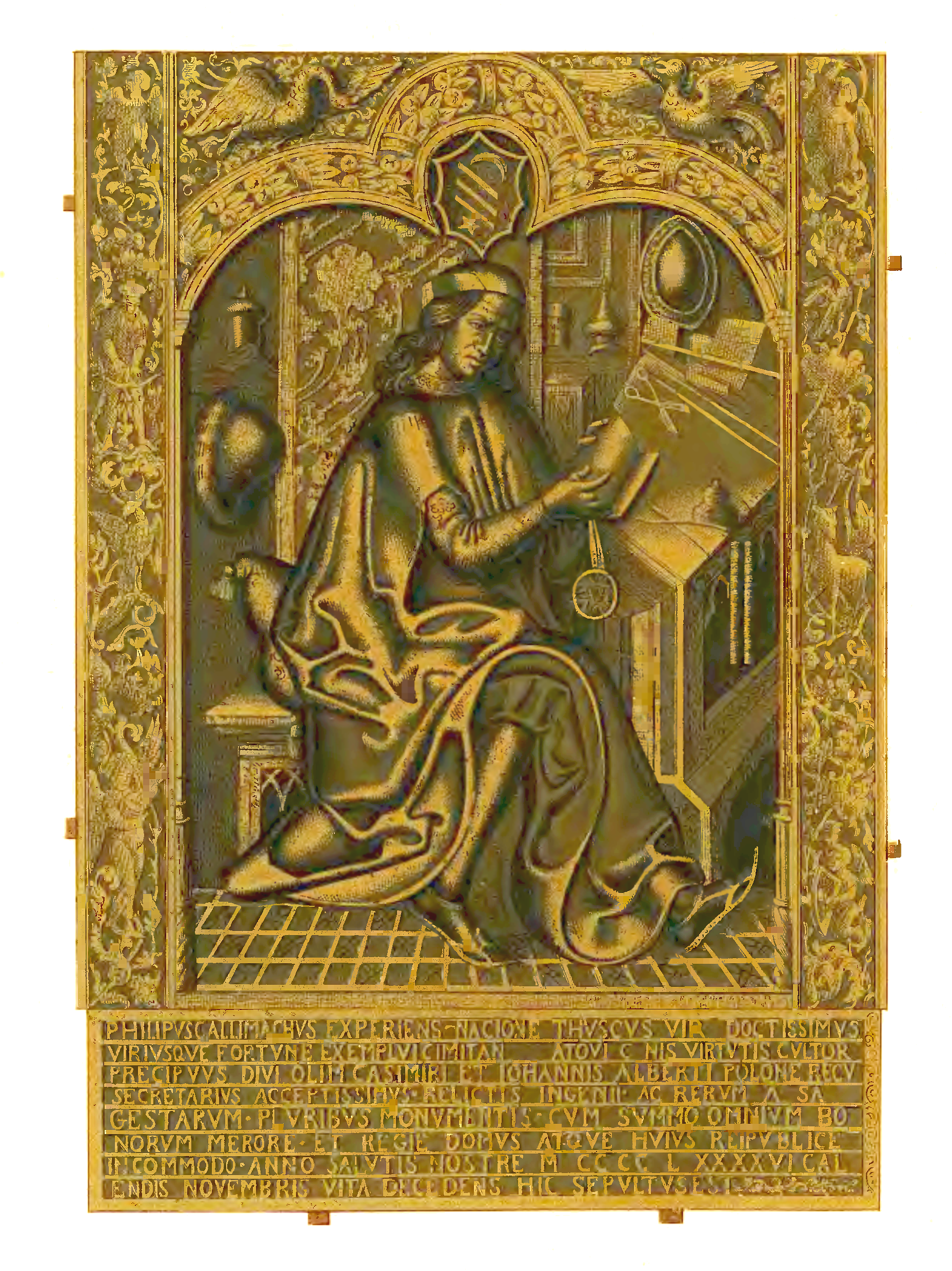
Надгробок Філіпа Буонакорсі у костелі Святої Трійці, Краків. Хромолітографія сер. ХІХ ст.

Впливового гуманіста прийняли в ряди викладачів Краківської академії. У Кракові він був близьким до новолатинського поета німецького походження Конрада Цельтіса, а також до заснованого ним у 1489 році наукового товариства Sodalitas Litteraria Vistulana.
У 1490 році в листі до папи Іннокентія VIII вперше у європейському культурному колі вжив поняття «Балкани», яким згодом стали позначати окремий історико-географічний регіон.
Похований у костелі Святої Трійці в Кракові. Надгробок виконав скульптор Віт Ствош[джерело?].

## Особисте життя
Помпоній Лет натякав на гомосексуальність Буонакорсі і згадував про його «збочені звички». Гомоеротичні вірші (включаючи один, адресований тодішньому єпископу Сеньї Лучіо Фазіні), знайдені в його документах, хоча й зробили йому репутацію содоміта, схоже, були обмежені його юністю. Це могло відображати цілі Римської академії відродити концепцію гомосексуального кохання як ідеалу, спираючись на приклади з античності. Але Буонакорсі, здається, був особливо активним у групі, пишучи про сексуальну пристрасть між чоловіками. Однак, опинившись у Польщі, він, здається, звернув свою увагу на гетеросексуальне кохання; можливо, це була обережна реакція на насильницькі події в Римі.

## Творчість
Філіп Буонакорсі Калімах був автором поезій, а також історичної та біографічної прози латинською мовою.
До найважливіших творів гуманіста належать:
- Життя і звичаї Григорія Сяноцького (Vita et mores Gregorii Sanocei, 1476);
- Життя і звичаї кардинала Збіґнєва Олешніцького (Vita et mores Sbignei cardinalis);
- Три книги про короля Владислава III Варненчика (De rebus gestis a Vladislao Polonorum atque Hungarorum rege libri tres).

Буонакорсі також приписується авторство анонімного твору «Поради Калімаха» (пол. Rady Kallimacha), в якому монархові радиться запровадити в Польщі тиранічне управління й радикально обмежити впливи родової аристократії. Втім, окремі історики стверджують, що «Поради Калімаха» були написані з метою послабити позиції королівської влади, а також скомпрометувати постать королівського радника при дворі.

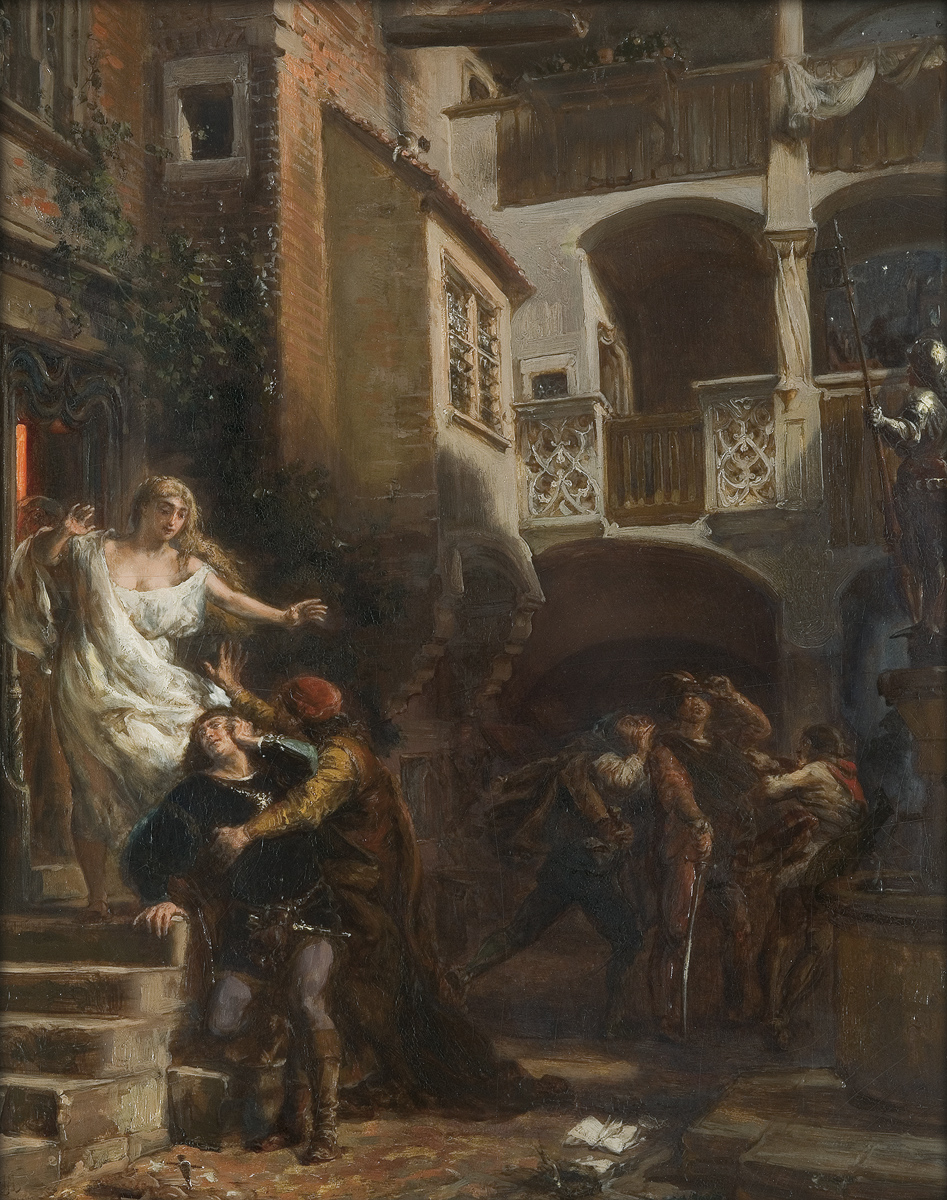
Ян Матейко. Нічні пригоди короля Яна I Ольбрахта і Калімаха, 1881

## Галицький контекст
Згідно з популярною легендою, під час свого короткотривалого перебування у Львові в 1470 році Буонакорсі закохався у певну дівчину, на ім'я Фаніола — просту кельнерку з місцевої винної господи, якій згодом присвятив декілька любовних поезій латинською мовою.
Львівський та дунаївський періоди життя Філіпа Буонакорсі описані в нарисі Францішека Яворського «Гуманіст над Полтвою» (з книги «Львів старий та вчорашній», пол. Lwów stary і wczorajszy, 1911), повісті Ігоря Клеха «Поминки за Калімахом» (з книги «Полювання на фазана», рос. Охота на фазана, 2002), статті Галини Пагутяк «Ренесанс починався в Дунаєві» (2013), в історико-літературних та історіографічних працях[джерело?].